# Dorothea Greenbaum
Dorothea Schwarcz Greenbaum (1893–1986) va ser una pintora i escultora estatunidenca.
Nascuda Dorothea Schwarcz el 17 de juny de 1893, era filla d'Emma i Maximilian Schwarcz. Va estudiar a la New York School of Fine and Applied Art i en Lliga d'estudiants d'art de Nova York. El 1915, quan Dorothea tenia 22, el seu pare Maximilain va morir ofegat durant l'Enfonsament del RMS Lusitania.
Va ser inclosa en l'exposició de 1914 de l'Acadèmia Nacional de Disseny dels Estats Units. Sent inicialment pintora, va començar treballar en l'escultura amb 34 anys. El 1941 va rebre la Medalla commemorativa George D. Widener, atorgada per l'Acadèmia de Pennsilvània, i en 1953 va rebre una medalla d'honor de la National Association of Women Artists. Fou membre del Sculptors Guild, el gremi d'escultors i també va ser membre fundadora de la New York Artists Equity Association el 1947.
El 1972 es va realitzar una exposició retrospectiva del seu treball a l'Sculpture Center de Nova York. Va morir el 1986 a Princeton, Nova Jersey.

## Col·leccions
La seva obra té presència a les col·leccions de diversos museus:
- El Whitney Museum of American Art,[11]
- El Institute for Advanced Study,[12]
- El Princeton Art Museum,[13]
- La Pennsylvania Academy of the Fine Arts[14] i
- El Smithsonian American Art Museum.[15]